# Calingasta (departamento)
Calingasta é um departamento da Argentina, localizado na 
província de San Juan.